# フランス杯 (フィギュアスケート)
フランスグランプリ/フランス国際/フランス杯（Grand Prix de France、Internationaux de France、Trophée de France）は、フランスで行われるフィギュアスケートの競技会。ISUグランプリシリーズを構成するフィギュアスケート競技会のひとつ。2003年までスポンサー名を冠したラリック杯（Trophée Lalique）、2004年から2015年まではエリック・ボンパール杯（Trophée Éric Bompard）という名称だった。2016年はスポンサー降板によりフランス杯 (Trophée de France) へと名称が変更され、2017年にはフランス国際(Internationaux de France)へと再度名称が変更された。その後、2022年にはフランスグランプリ（Grand Prix de France）へ再度名称が変更された。

## 概要
1987年よりフランスで開催されている国際大会。第1回大会からパリで開催され続けている。ただし、1991年にはプレ五輪イベントとしてアルベールビルで、また、1995年、2014年、2015年にはボルドーで行われた。2017年からグルノーブルの多目的スタジアム『ペティノワール・ポレサッド』で行われている。
1995年からはISUチャンピオンシリーズ（ISUグランプリシリーズの前身）に組み込まれ、現在に至っている。
エリック・ボンパール杯時代は会場内の広告看板がすべて青地に白のものに統一されていた。このような処置を行っていたのはグランプリシリーズの中でも本大会のみである。
2020年は新型コロナウイルス感染拡大の影響により開催中止となった。

## 歴代メダリスト

### 男子シングル
| 年   | 開催地           | 金                               | 銀                               | 銅                               |
| ---- | ---------------- | -------------------------------- | -------------------------------- | -------------------------------- |
| 1987 | パリ             | ペトル・バルナ                   | アンジェロ・ダゴスティーノ       | ポール・ロビンソン               |
| 1988 | パリ             | ポール・ワイリー                 | グジェゴシュ・フィリポフスキ     | マイケル・スリプチュク           |
| 1989 | パリ             | ヴィアチェスラフ・ザゴロドニュク | グジェゴシュ・フィリポフスキ     | ノーム・プロフト                 |
| 1990 | パリ             | クリストファー・ボウマン         | ヴィアチェスラフ・ザゴロドニュク | エルビス・ストイコ               |
| 1991 | アルベールヴィル | カート・ブラウニング             | ヴィアチェスラフ・ザゴロドニュク | アレクセイ・ウルマノフ           |
| 1992 | アルベールヴィル | マーク・ミッチェル               | エリック・ミロー                 | セバスチャン・ブリテン           |
| 1993 | パリ             | トッド・エルドリッジ             | フィリップ・キャンデロロ         | ヴィアチェスラフ・ザゴロドニュク |
| 1994 | パリ             | フィリップ・キャンデロロ         | エリック・ミロー                 | マイケル・チャック               |
| 1995 | ボルドー         | イリヤ・クーリック               | エリック・ミロー                 | エルビス・ストイコ               |
| 1996 | パリ             | トッド・エルドリッジ             | ヴィアチェスラフ・ザゴロドニュク | マイケル・ワイス                 |
| 1997 | パリ             | アレクセイ・ヤグディン           | フィリップ・キャンデロロ         | イゴール・パシケビッチ           |
| 1998 | パリ             | アレクセイ・ヤグディン           | マイケル・ワイス                 | エマニュエル・サンデュ           |
| 1999 | パリ             | アレクセイ・ヤグディン           | ヴァンサン・レステンクール       | イワン・ディネフ                 |
| 2000 | パリ             | アレクセイ・ヤグディン           | スタニック・ジャネット           | ロマン・セロフ                   |
| 2001 | パリ             | アレクセイ・ヤグディン           | トッド・エルドリッジ             | アンドレイ・ウラシェンコ         |
| 2002 | パリ             | マイケル・ワイス                 | 張民                             | 本田武史                         |
| 2003 | パリ             | エフゲニー・プルシェンコ         | ケビン・バンデルペレン           | マイケル・ワイス                 |
| 2004 | パリ             | ジョニー・ウィアー               | ブライアン・ジュベール           | エマニュエル・サンデュ           |
| 2005 | パリ             | ジェフリー・バトル               | ブライアン・ジュベール           | ゲオルゲ・チッパー               |
| 2006 | パリ             | ブライアン・ジュベール           | アルバン・プレオベール           | セルゲイ・ドブリン               |
| 2007 | パリ             | パトリック・チャン               | セルゲイ・ボロノフ               | アルバン・プレオベール           |
| 2008 | パリ             | パトリック・チャン               | 小塚崇彦                         | アルバン・プレオベール           |
| 2009 | パリ             | 織田信成                         | トマシュ・ベルネル               | アダム・リッポン                 |
| 2010 | パリ             | 小塚崇彦                         | フローラン・アモディオ           | ブランドン・ムロズ               |
| 2011 | パリ             | パトリック・チャン               | 宋楠                             | ミハル・ブジェジナ               |
| 2012 | パリ             | 無良崇人                         | ジェレミー・アボット             | フローラン・アモディオ           |
| 2013 | パリ             | パトリック・チャン               | 羽生結弦                         | ジェイソン・ブラウン             |
| 2014 | ボルドー         | マキシム・コフトゥン             | 町田樹                           | デニス・テン                     |
| 2015 | ボルドー         | 宇野昌磨                         | マキシム・コフトゥン             | 村上大介                         |
| 2016 | パリ             | ハビエル・フェルナンデス         | デニス・テン                     | アダム・リッポン                 |
| 2017 | グルノーブル     | ハビエル・フェルナンデス         | 宇野昌磨                         | ミーシャ・ジー                   |
| 2018 | グルノーブル     | ネイサン・チェン                 | ジェイソン・ブラウン             | アレクサンドル・サマリン         |
| 2019 | グルノーブル     | ネイサン・チェン                 | アレクサンドル・サマリン         | ケヴィン・エイモズ               |
| 2020 | 非開催           | 非開催                           | 非開催                           | 非開催                           |
| 2021 | グルノーブル     | 鍵山優真                         | 佐藤駿                           | ジェイソン・ブラウン             |
| 2022 | アンジェ         | アダム・シャオ・イム・ファ       | 山本草太                         | 友野一希                         |
| 2023 | アンジェ         | アダム・シャオ・イム・ファ       | イリア・マリニン                 | 鍵山優真                         |
| 2024 | アンジェ         | アダム・シャオ・イム・ファ       | 島田高志郎                       | アンドリュー・トルガシェフ       |

### 女子シングル
| 年   | 開催地           | 金                             | 銀                             | 銅                           |
| ---- | ---------------- | ------------------------------ | ------------------------------ | ---------------------------- |
| 1987 | パリ             | ジル・トレナリー               | アグネス・ゴスラン             | パトリシア・ネスケ           |
| 1988 | パリ             | クラウディア・ライストナー     | ナタリア・ゴルベンコ           | エヴェリン・グロスマン       |
| 1989 | パリ             | スルヤ・ボナリー               | ホリー・クック                 | レティシア・ユベール         |
| 1990 | パリ             | スルヤ・ボナリー               | レンカ・クロヴァナー           | ナンシー・ケリガン           |
| 1991 | アルベールヴィル | 伊藤みどり                     | クリスティー・ヤマグチ         | ナンシー・ケリガン           |
| 1992 | アルベールヴィル | スルヤ・ボナリー               | カレン・プレストン             | レティシア・ユベール         |
| 1993 | パリ             | スルヤ・ボナリー               | ミラ・カヤス                   | リサ・サージアント           |
| 1994 | パリ             | スルヤ・ボナリー               | トニア・クワイトコウスキー     | ミシェル・クワン             |
| 1995 | ボルドー         | ジョゼ・シュイナール           | 陳露                           | スルヤ・ボナリー             |
| 1996 | パリ             | ミシェル・クワン               | マリア・ブッテルスカヤ         | タラ・リピンスキー           |
| 1997 | パリ             | レティシア・ユベール           | タラ・リピンスキー             | ヴァネッサ・グスメロリ       |
| 1998 | パリ             | マリア・ブッテルスカヤ         | ニコール・ボベック             | ヴァネッサ・グスメロリ       |
| 1999 | パリ             | マリア・ブッテルスカヤ         | ビクトリア・ボルチコワ         | サラ・ヒューズ               |
| 2000 | パリ             | マリア・ブッテルスカヤ         | ビクトリア・ボルチコワ         | ジェニファー・カーク         |
| 2001 | パリ             | マリア・ブッテルスカヤ         | サラ・ヒューズ                 | サーシャ・コーエン           |
| 2002 | パリ             | サーシャ・コーエン             | 恩田美栄                       | アリサ・ドレイ               |
| 2003 | パリ             | サーシャ・コーエン             | 荒川静香                       | シェベシュチェーン・ユーリア |
| 2004 | パリ             | ジョアニー・ロシェット         | カロリーナ・コストナー         | シェベシュチェーン・ユーリア |
| 2005 | パリ             | 浅田真央                       | サーシャ・コーエン             | 荒川静香                     |
| 2006 | パリ             | 金妍兒                         | 安藤美姫                       | キミー・マイズナー           |
| 2007 | パリ             | 浅田真央                       | キミー・マイズナー             | アシュリー・ワグナー         |
| 2008 | パリ             | ジョアニー・ロシェット         | 浅田真央                       | キャロライン・ジャン         |
| 2009 | パリ             | 金妍兒                         | 浅田真央                       | 中野友加里                   |
| 2010 | パリ             | キーラ・コルピ                 | 長洲未来                       | アリッサ・シズニー           |
| 2011 | パリ             | エリザベータ・トゥクタミシェワ | カロリーナ・コストナー         | アリッサ・シズニー           |
| 2012 | パリ             | アシュリー・ワグナー           | エリザベータ・トゥクタミシェワ | ユリア・リプニツカヤ         |
| 2013 | パリ             | アシュリー・ワグナー           | アデリナ・ソトニコワ           | アンナ・ポゴリラヤ           |
| 2014 | ボルドー         | エレーナ・ラジオノワ           | ユリア・リプニツカヤ           | アシュリー・ワグナー         |
| 2015 | ボルドー         | グレイシー・ゴールド           | ユリア・リプニツカヤ           | ロベルタ・ロデギエーロ       |
| 2016 | パリ             | エフゲニア・メドベージェワ     | マリア・ソツコワ               | 樋口新葉                     |
| 2017 | グルノーブル     | アリーナ・ザギトワ             | マリア・ソツコワ               | ケイトリン・オズモンド       |
| 2018 | グルノーブル     | 紀平梨花                       | 三原舞依                       | ブレイディ・テネル           |
| 2019 | グルノーブル     | アリョーナ・コストルナヤ       | アリーナ・ザギトワ             | マライア・ベル               |
| 2020 | 非開催           | 非開催                         | 非開催                         | 非開催                       |
| 2021 | グルノーブル     | アンナ・シェルバコワ           | アリョーナ・コストルナヤ       | 樋口新葉                     |
| 2022 | アンジェ         | ルナ・ヘンドリックス           | キム・イェリム                 | 住吉りをん                   |
| 2023 | アンジェ         | イザボー・レヴィト             | ニーナ・ピンザローネ           | 住吉りをん                   |
| 2024 | アンジェ         | アンバー・グレン               | 樋口新葉                       | 住吉りをん                   |

### ペア
| 年   | 開催地           | 金                                                      | 銀                                                    | 銅                                                       |
| ---- | ---------------- | ------------------------------------------------------- | ----------------------------------------------------- | -------------------------------------------------------- |
| 1987 | パリ             | Natalie Seybold and Wayne Seybold                       | ユリア・ビストロワ and アレクサンドル・タラソフ       | Laurene Collin and John Penticost                        |
| 1988 | パリ             | エレーナ・ベチケ and デニス・ペトロフ                   | マンディ・ベッツェル and アクセル・ラウシェンバッハ   | ケイティ・キーリー and ジョゼフ・メロ                    |
| 1989 | パリ             | マンディ・ベッツェル and アクセル・ラウシェンバッハ     | イザベル・ブラスール and ロイド・アイスラー           | ラトカ・コヴァジーコヴァー and レネ・ノヴォトニー        |
| 1990 | パリ             | エレーナ・ベチケ and デニス・ペトロフ                   | エフゲーニヤ・チェルニシェワ and ドミトリー・スハノフ | Michelle Menzies and Kevin Wheeler                       |
| 1991 | アルベールヴィル | ナタリヤ・ミシュクテノク and アルトゥール・ドミトリエフ | ラトカ・コヴァジーコヴァー and レネ・ノヴォトニー     | エレーナ・ベチケ and デニス・ペトロフ                    |
| 1992 | アルベールヴィル | エフゲーニヤ・シシコワ and ヴァディム・ナウモフ         | ラトカ・コヴァジーコヴァー and レネ・ノヴォトニー     | カレン・コートランド and トッド・レイノルズ              |
| 1993 | パリ             | ナタリヤ・ミシュクテノク and アルトゥール・ドミトリエフ | マリナ・エルツォワ and アンドレイ・ブシュコフ         | ジェニー・メノー and トッド・サンド                      |
| 1994 | パリ             | マリナ・エルツォワ and アンドレイ・ブシュコフ           | エレーナ・ベレズナヤ and オレグ・シリアホフ           | マンディ・ベッツェル and インゴ・シュトイアー            |
| 1995 | ボルドー         | エレーナ・ベレズナヤ and オレグ・シリアホフ             | オクサナ・カザコワ and アルトゥール・ドミトリエフ     | ジェニー・メノー and トッド・サンド                      |
| 1996 | パリ             | オクサナ・カザコワ and アルトゥール・ドミトリエフ       | ジェニー・メノー and トッド・サンド                   | エレーナ・ベレズナヤ and アントン・シハルリドゼ          |
| 1997 | パリ             | エレーナ・ベレズナヤ and アントン・シハルリドゼ         | マンディ・ベッツェル and インゴ・シュトイアー         | 申雪 and 趙宏博                                          |
| 1998 | パリ             | サラ・アビトボル and ステファン・ベルナディス           | 伊奈恭子 and ジョン・ジマーマン                       | マリナ・エルツォワ and アンドレイ・ブシュコフ            |
| 1999 | パリ             | サラ・アビトボル and ステファン・ベルナディス           | タチアナ・トトミアニナ and マキシム・マリニン         | ドロタ・ザゴルスカ and マリウス・シュデク                |
| 2000 | パリ             | エレーナ・ベレズナヤ and アントン・シハルリドゼ         | ジェイミー・サレー and デヴィッド・ペルティエ         | 伊奈恭子 and ジョン・ジマーマン                          |
| 2001 | パリ             | エレーナ・ベレズナヤ and アントン・シハルリドゼ         | 伊奈恭子 and ジョン・ジマーマン                       | サラ・アビトボル and ステファン・ベルナディス            |
| 2002 | パリ             | タチアナ・トトミアニナ and マキシム・マリニン           | サラ・アビトボル and ステファン・ベルナディス         | 龐清 and 佟健                                            |
| 2003 | パリ             | 張丹 and 張昊                                           | タチアナ・トトミアニナ and マキシム・マリニン         | ティファニー・スコット and フィリップ・デュレボーン      |
| 2004 | パリ             | 申雪 and 趙宏博                                         | マリア・ペトロワ and アレクセイ・ティホノフ           | 龐清 and 佟健                                            |
| 2005 | パリ             | タチアナ・トトミアニナ and マキシム・マリニン           | 龐清 and 佟健                                         | ヴァレリー・マルコー and クレイグ・ブンタン              |
| 2006 | パリ             | マリア・ペトロワ and アレクセイ・ティホノフ             | 井上怜奈 and ジョン・ボルドウィン                     | ユリア・オベルタス and セルゲイ・スラフノフ              |
| 2007 | パリ             | 張丹 and 張昊                                           | 龐清 and 佟健                                         | マリア・ムホルトワ and マキシム・トランコフ              |
| 2008 | パリ             | アリオナ・サフチェンコ and ロビン・ゾルコーヴィ         | マリア・ムホルトワ and マキシム・トランコフ           | メーガン・デュハメル and クレイグ・ブンタン              |
| 2009 | パリ             | マリア・ムホルトワ and マキシム・トランコフ             | ジェシカ・デュベ and ブライス・デイヴィソン           | アリオナ・サフチェンコ and ロビン・ゾルコーヴィ          |
| 2010 | パリ             | アリオナ・サフチェンコ and ロビン・ゾルコーヴィ         | ベラ・バザロワ and ユーリ・ラリオノフ                 | マイリン・ハウシュ and ダニエル・ヴェンデ                |
| 2011 | パリ             | タチアナ・ボロソジャル and マキシム・トランコフ         | ベラ・バザロワ and ユーリ・ラリオノフ                 | メーガン・デュハメル and エリック・ラドフォード          |
| 2012 | パリ             | 川口悠子 and アレクサンドル・スミルノフ                 | メーガン・デュハメル and エリック・ラドフォード       | ステファニア・ベルトン and オンドレイ・ホタレック        |
| 2013 | パリ             | 龐清 and佟健                                            | メーガン・デュハメル andエリック・ラドフォード        | ケイディー・デニー andジョン・コフリン                   |
| 2014 | ボルドー         | クセニヤ・ストルボワ and ヒョードル・クリモフ           | 隋文静 and 韓聰                                       | 王雪涵 and 王磊                                          |
| 2015 | ボルドー         | タチアナ・ボロソジャル and マキシム・トランコフ         | ヴァネッサ・ジェームス and モルガン・シプレ           | ジュリアン・セガン and シャルリ・ビロドー                |
| 2016 | パリ             | アリオナ・サフチェンコ and ブリュノ・マッソ             | ヴァネッサ・ジェームス and モルガン・シプレ           | エフゲーニヤ・タラソワ and ウラジミール・モロゾフ        |
| 2017 | グルノーブル     | エフゲーニヤ・タラソワ and ウラジミール・モロゾフ       | ヴァネッサ・ジェームス and モルガン・シプレ           | ニコーレ・デラ・モニカ and マッテオ・グアリーゼ          |
| 2018 | グルノーブル     | ヴァネッサ・ジェームス and モルガン・シプレ             | タラ・ケイン andダニエル・オシェイ                    | アレクサンドラ・ボイコワ and ドミトリー・コズロフスキー  |
| 2019 | グルノーブル     | アナスタシヤ・ミーシナ and アレクサンドル・ガリャモフ   | ダリア・パブリュチェンコ and デニス・ホディキン       | ヘイヴン・デニー and ブランドン・フレイジャー            |
| 2020 | 非開催           | 非開催                                                  | 非開催                                                | 非開催                                                   |
| 2021 | グルノーブル     | アレクサンドラ・ボイコワ and ドミトリー・コズロフスキー | イリーナ・アルテミワ and ミハイル・ナザリチェフ       | アレクサ・シメカ・クニエリム andブランドン・フレイジャー |
| 2022 | アンジェ         | ディアナ・ステラート・デュデク andマキシム・デシャン    | カミーユ・コヴァレフ andパヴェル・コヴァレフ          | アニカ・ホッケ andロベルト・クンケル                     |
| 2023 | アンジェ         | リア・ペレイラ and トレント・ミショー                   | サラ・コンティ and ニッコロ・マチー                   | カミーユ・コヴァレフ and パヴェル・コヴァレフ            |
| 2024 | アンジェ         | ミネルヴァ・ファビアン・ハーゼ / ニキータ・ボロディン   | サラ・コンティ / ニッコロ・マチー                     | レベッカ・ギラルディ / フィリッポ・アンブロジーニ        |

### アイスダンス
| 年   | 開催地           | 金                                                      | 銀                                                        | 銅                                                    |
| ---- | ---------------- | ------------------------------------------------------- | --------------------------------------------------------- | ----------------------------------------------------- |
| 1987 | パリ             | Lia Trovati and Roberto Pelizzola                       | Susan Wynne and Joseph Druar                              | Corinne Palliard and Didier Courtois                  |
| 1988 | パリ             | Susan Wynne and Joseph Druar                            | Sharon Jones and Paul Askham                              | パーシャ・グリシュク and アレクサンドル・チチコフ     |
| 1989 | パリ             | アンジェリカ・クリロワ and ウラジミール・レルフ         | April Sargent and Russ Witherby                           | スザンナ・ラハカモ and ペトリ・コッコ                 |
| 1990 | パリ             | ステファニア・カレガーリ and パスクワーレ・カメルレンゴ | ソフィー・モニオット and パスカル・ラヴァンシー           | アンジェリカ・クリロワ and ウラジミール・レルフ       |
| 1991 | アルベールヴィル | アンジェリカ・クリロワ and ウラジミール・フェドロフ     | Dominique Yvon Frédéric Pannuel                           | カテジナ・ムラーゾヴァー and マルティン・シメチェク   |
| 1992 | アルベールヴィル | ソフィー・モニオット and パスカル・ラヴァンシー         | イリーナ・ロマノワ and イゴール・ヤロシェンコ             | エレーナ・クスタロワ and オレグ・オフシアンニコフ     |
| 1993 | パリ             | イリーナ・ロバチェワ and イリヤ・アベルブフ             | エリザベス・プンサラン and ジェロード・スワロー           | マリナ・アニシナ and グウェンダル・ペーゼラ           |
| 1994 | パリ             | マリナ・アニシナ and グウェンダル・ペーゼラ             | エリザベス・プンサラン and ジェロード・スワロー           | カテジナ・ムラーゾヴァー and マルティン・シメチェク   |
| 1995 | ボルドー         | パーシャ・グリシュク and エフゲニー・プラトフ           | マリナ・アニシナ and グウェンダル・ペーゼラ               | イリーナ・ロマノワ and イゴール・ヤロシェンコ         |
| 1996 | パリ             | マリナ・アニシナ and グウェンダル・ペーゼラ             | エリザベス・プンサラン and ジェロード・スワロー           | イリーナ・ロマノワ and イゴール・ヤロシェンコ         |
| 1997 | パリ             | パーシャ・グリシュク and エフゲニー・プラトフ           | マリナ・アニシナ and グウェンダル・ペーゼラ               | イリーナ・ロマノワ and イゴール・ヤロシェンコ         |
| 1998 | パリ             | マリナ・アニシナ and グウェンダル・ペーゼラ             | バーバラ・フーザル＝ポリ and マウリツィオ・マルガリオ     | マルガリータ・ドロビアツコ and ポヴィラス・ヴァナガス |
| 1999 | パリ             | マリナ・アニシナ and グウェンダル・ペーゼラ             | バーバラ・フーザル＝ポリ and マウリツィオ・マルガリオ     | マルガリータ・ドロビアツコ and ポヴィラス・ヴァナガス |
| 2000 | パリ             | マリナ・アニシナ and グウェンダル・ペーゼラ             | イリーナ・ロバチェワ and イリヤ・アベルブフ               | カティ・ウィンクラー and レネ・ローゼ                 |
| 2001 | パリ             | マリナ・アニシナ and グウェンダル・ペーゼラ             | シェイ＝リーン・ボーン and ヴィクター・クラーツ           | マルガリータ・ドロビアツコ and ポヴィラス・ヴァナガス |
| 2002 | パリ             | エレーナ・グルシナ and ルスラン・ゴンチャロフ           | イザベル・ドロベル and オリヴィエ・シェーンフェルダー     | タニス・ベルビン and ベンジャミン・アゴスト           |
| 2003 | パリ             | アルベナ・デンコヴァ and マキシム・スタビスキー         | マリー＝フランス・デュブレイユ and パトリス・ローゾン     | イザベル・ドロベル and オリヴィエ・シェーンフェルダー |
| 2004 | パリ             | タチアナ・ナフカ and ロマン・コストマロフ               | アルベナ・デンコヴァ and マキシム・スタビスキー           | イザベル・ドロベル and オリヴィエ・シェーンフェルダー |
| 2005 | パリ             | エレーナ・グルシナ and ルスラン・ゴンチャロフ           | イザベル・ドロベル and オリヴィエ・シェーンフェルダー     | フェデリカ・ファイエラ and マッシモ・スカリ           |
| 2006 | パリ             | アルベナ・デンコヴァ and マキシム・スタビスキー         | イザベル・ドロベル and オリヴィエ・シェーンフェルダー     | フェデリカ・ファイエラ and マッシモ・スカリ           |
| 2007 | パリ             | イザベル・ドロベル and オリヴィエ・シェーンフェルダー   | ヤナ・ホフロワ and セルゲイ・ノビツキー                   | メリル・デイヴィス and チャーリー・ホワイト           |
| 2008 | パリ             | イザベル・ドロベル and オリヴィエ・シェーンフェルダー   | フェデリカ・ファイエラ and マッシモ・スカリ               | シネイド・ケアー and ジョン・ケアー                   |
| 2009 | パリ             | テッサ・ヴァーチュ and スコット・モイア                 | ナタリー・ペシャラ and ファビアン・ブルザ                 | シネイド・ケアー and ジョン・ケアー                   |
| 2010 | パリ             | ナタリー・ペシャラ and ファビアン・ブルザ               | エカテリーナ・リャザーノワ and イリヤ・トカチェンコ       | マディソン・チョック and グレッグ・ズーライン         |
| 2011 | パリ             | テッサ・ヴァーチュ and スコット・モイア                 | ナタリー・ペシャラ and ファビアン・ブルザ                 | アンナ・カッペリーニ and ルカ・ラノッテ               |
| 2012 | パリ             | ナタリー・ペシャラ and ファビアン・ブルザ               | アンナ・カッペリーニ and ルカ・ラノッテ                   | エカテリーナ・リャザーノワ and イリヤ・トカチェンコ   |
| 2013 | パリ             | テッサ・ヴァーチュ and スコット・モイア                 | エレーナ・イリニフ and ニキータ・カツァラポフ             | ナタリー・ペシャラ and ファビアン・ブルザ             |
| 2014 | ボルドー         | ガブリエラ・パパダキス and ギヨーム・シゼロン           | パイパー・ギレス and ポール・ポワリエ                     | マディソン・ハベル and ザカリー・ダナヒュー           |
| 2015 | ボルドー         | マディソン・ハベル and ザカリー・ダナヒュー             | パイパー・ギレス and ポール・ポワリエ                     | アレクサンドラ・ステパノワ and イワン・ブキン         |
| 2016 | パリ             | ガブリエラ・パパダキス and ギヨーム・シゼロン           | マディソン・ハベル and ザカリー・ダナヒュー               | パイパー・ギレス and ポール・ポワリエ                 |
| 2017 | グルノーブル     | ガブリエラ・パパダキス and ギヨーム・シゼロン           | マディソン・チョック and エヴァン・ベイツ                 | アレクサンドラ・ステパノワ and イワン・ブキン         |
| 2018 | グルノーブル     | ガブリエラ・パパダキス and ギヨーム・シゼロン           | ヴィクトリヤ・シニツィナ and ニキータ・カツァラポフ       | パイパー・ギレス and ポール・ポワリエ                 |
| 2019 | グルノーブル     | ガブリエラ・パパダキス and ギヨーム・シゼロン           | マディソン・チョック and エヴァン・ベイツ                 | シャルレーヌ・ギニャール and マルコ・ファッブリ       |
| 2020 | 非開催           | 非開催                                                  | 非開催                                                    | 非開催                                                |
| 2021 | グルノーブル     | ガブリエラ・パパダキス and ギヨーム・シゼロン           | パイパー・ギレス and ポール・ポワリエ                     | アレクサンドラ・ステパノワ and イワン・ブキン         |
| 2022 | アンジェ         | シャルレーヌ・ギニャール and マルコ・ファッブリ         | ロランス・フルニエ・ボードリー and ニゴライ・サアアンスン | エフゲニア・ロパレバ and ジェフリー・ブリソー         |
| 2023 | アンジェ         | シャルレーヌ・ギニャール and マルコ・ファッブリ         | ロランス・フルニエ・ボードリー and ニゴライ・サアアンスン | エフゲニア・ロパレバ and ジェフリー・ブリソー         |
| 2024 | アンジェ         | Evgeniia LOPAREVA / Geoffrey BRISSAUD                   | シャルレーヌ・ギニャール / マルコ・ファッブリ             | Emily BRATTI / Ian SOMERVILLE                         |